# Sefīd Tameshk
Sefīd Tameshk (persiska: سفید تمشک) är en ort i Iran.   Den ligger i provinsen Mazandaran, i den norra delen av landet, 160 km nordväst om huvudstaden Teheran. Antalet invånare är 634.
Terrängen runt Sefīd Tameshk är varierad.  Närmaste större samhälle är Ramsar, 6,9 km sydost om Sefīd Tameshk. 